# 張茂梧
張茂梧（16世紀—17世紀），字玉林，廣西桂林府臨桂縣人，明朝、南明政治人物。

## 生平
張茂梧是天啟元年（1621年）辛酉科廣西鄉試解元，天啟二年（1622年）聯捷進士，授貴池縣知縣，調長洲縣，在兩地減省繇役、減少訟獄。
崇禎年間，升任雲南道監察御史，督查邊境工事，彈劾魏廣微、顧秉謙、馮銓等人，不久上表乞求歸鄉。
弘光時他和蔣拱宸、曾倜、劉憲章、何肇元、王大捷、吳鑄、李曰池、王亮教、劉世法、王國楠、王耀時同獲起用，任職四川道監察御史，之後因奉養父母再次歸鄉，有著作《易經了義》流傳。